# Mesocricetus newtoni
Mesocricetus newtoni és una espècie de mamífer rosegador de la família dels cricètids. Viu a Bulgària i Romania. Els seus hàbitats naturals són les estepes rocoses i ermes, els herbassars d'estepa, els camps de Medicago, Taraxacum i cereals, els vinyars, els jardins i els pendents amb matolls. Està amenaçat per la destrucció i degradació del seu medi.
L'espècie fou anomenada en honor del zoòleg britànic Alfred Newton.